# Vrouwehekbrug
De Vrouwehekbrug, ook wel Vrouwebrug genoemd is samen met de direct daar naast gelegen Vrouwehekfietsbrug een dubbele uitgevoerde vaste brug in de Noord-Hollandse stad Haarlem. De brug overspant de Kloppersingel die bij de brug uitmondt op de rivier het Spaarne. De brug is vernoemd naar het Vrouwehek, een voormalige stadspoort die ter hoogte van deze brug lag. Deze stadspoort werd ook wel het Friesehek genoemd.
De brug ligt in een druk kruispunt, zo liggen van west naar oost de Oudeweg, Prinsenbrug en het Prinsen Bolwerk, onderdeel van de Bolwerkenroute en de N200 en ligt in richting van zuid naar noord de Friese Varkensmarkt, Vrouwehekbrug zelf en de Spaarndamseweg. De oost-westroute brengt voornamelijk verkeer vanuit de richtingen Haarlem-Oost en Haarlem Zuid-West en de zuid-noordroute voornamelijk verkeer vanuit de richtingen Haarlem-Centrum en Haarlem-Noord met redelijk afslaand verkeer tussen beide routes.

## Geschiedenis
Bij de oprichting van het Vrouwehek lag een brug, deze was immers nodig om over de Kloppersingel te komen. De stadspoort werd in 1809 gesloopt waarna waarschijnlijk enkel de brug resteerde. Er ligt immers nog steeds een brug op de oudste kadastrale kaart uit 1832. In 1930 had de Dienst Openbare Werken plannen om een nieuwe Vrouwehekbrug te bouwen. De oude Vrouwehekbrug, die werd omschreven als gammel moest wijken voor de westelijke aanlanding van de Prinsenbrug. Deze oude brug dateerde uit de 18e eeuw en had gemetselde gewelven, drie bogen en een rechthoekige opening. Dit laatste was een toevoeging van latere aard, en dat werd omschreven als dat het het geheel er niet mooier op had gemaakt. De brug werd reeds al twee decennia te smal bevonden, het wegdek had een breedte van 4,10 m.
Om de nieuwe brug aan te leggen moest een noodbrug worden gecreëerd en werd het laatste gedeelte van de Kloppersingel omgelegd en gedempt. De Kloppersingel mondt sindsdien met een rechte hoek uit op het Spaarne. Over de omgelegde singel kwam iets ten noorden van de oude Vrouwehekbrug de nieuwe brug te liggen. De totale bouwkosten van deze nieuwe brug werden in december 1954 geschat op 465.000 gulden. In november 1955 kwam de brug nagenoeg gereed, enkel het wegdek en hekwerk resteerden. De brug is uitgevoerd met drie bogen van verschillende grootten, immers de brug loopt schuin op naar het westelijk landhoofd van de Prinsenbrug. Na het gereedkomen van deze brug werd begonnen met de bouw van de Prinsenbrug.

## Trivia
- Enkel de middelste boog, met een hoogte van 2,02 m is toegankelijk voor waterverkeer. De noordelijke boog heeft een hoogte van 1,88 m, de zuidelijke is 2,18 m hoog vanaf het wateroppervlak.
- Alhoewel officieel Vrouwehekfietsbrug geheten is er ook een voetpad aanwezig, in tegenstelling tot de Vrouwehekbrug.
- Iets ten noorden van de brug ligt het kantoor van de gemeentelijke Havendienst. Deze zal gaan verhuizen naar een nieuw gebouw verderop aan het Spaarne. Het oude gebouw wordt mogelijk aangewezen tot gemeentelijk monument.